# Zott (Unternehmen)
Die Zott SE & Co. KG ist eine deutsche Molkerei mit Sitz in Mertingen.
Das 1926 gegründete Unternehmen ist ein selbständiges Familienunternehmen. Hergestellt werden verschiedene Milchprodukte wie etwa Joghurtmischerzeugnisse und Käse. Rund 3500 Milcherzeuger beliefern die Standorte in Deutschland und Polen. 2017 wurden dort etwa 954 Millionen Liter Milch verarbeitet.

## Geschichte
Anna und Balthasar Reiter kauften 1926 eine Landmolkerei im bayerisch-schwäbischen Mertingen. Als 1938 Balthasar Reiter verstarb, heiratete Anna Reiter in zweiter Ehe Georg Zott, den Namensgeber des Unternehmens. In den 1950er Jahren führten ihr Sohn Georg Reiter und dessen Frau Frieda die Molkerei weiter.
1972 wurde in Mertingen eine neue Molkerei mit eigener Fruchtküche gebaut, da die Kapazitätsgrenzen des Stammwerks erreicht waren. Im gleichen Jahr übernahm Zott die bayerische Molkerei Hans Schweyer in Günzburg. In den 1980er Jahren wurde, unter der Leitung der dritten Generation der Familie mit Christine und Georg Reiter, die Zoma gegründet und mit einer neuen Trocknungsanlage die Milchpulverproduktion für die weiterverarbeitende Industrie aufgenommen. Zudem startete das unternehmenseigene Becherwerk den Betrieb.
In den 1990er Jahren erschloss Zott die neuen Bundesländer und östlichen Nachbarstaaten. Bis eine durchgängig gekühlte Distribution gelang, wurden langhaltbare Produkte geliefert. In den folgenden Jahren eröffnete Zott Vertriebsniederlassungen in der Tschechoslowakei (1991), heute Slowakei, im polnischen Breslau (1992), in Tschechien und Ungarn (2002).
Nach der stufenweise Inbetriebnahme einzelner Produktionsbereiche Ende der 1980er Jahre wurde im Frühjahr 1993 das neue Produktionswerk „Werk 2“ inklusive der eigenen Fruchtküche an der Bäumenheimer Straße in Mertingen eingeweiht. 1999 unterzeichnete Zott den Vertrag für den Erwerb der ersten ausländischen Produktionsstätte im polnischen Opole. Die Produktion begann nach Umbau- und Erweiterungsbaumaßnahmen im Frühjahr 2000. 2009 wurde das neue Entwicklungs- und Qualitätszentrum in Mertingen eröffnet.
2012 übernahm Zott die Mehrheitsbeteiligung an der neu gegründeten Molkerei in Gradačac in Bosnien-Herzegowina. Im gleichen Jahr erwarb das Unternehmen auch eine Produktionsanlage im polnischen Racibórz. Vor dem Hintergrund der internationalen Ausrichtung der Molkerei wurde 2013 die Rechtsform in „Zott SE & Co. KG“ geändert.
2015 schloss Zott das Werk in Racibórz und überließ auch die Mehrheitsbeteiligung an der Molkerei in Gradačac einem inländischen Investor.
2017 übernahm Zott den langjährigen vietnamesischen Importeur und Distributor Delys Vietnam. Für die Produktion des Monte-Snacks wurde 2017 ein eigenes Werk am Standort Mertingen in Betrieb genommen.

## Standorte

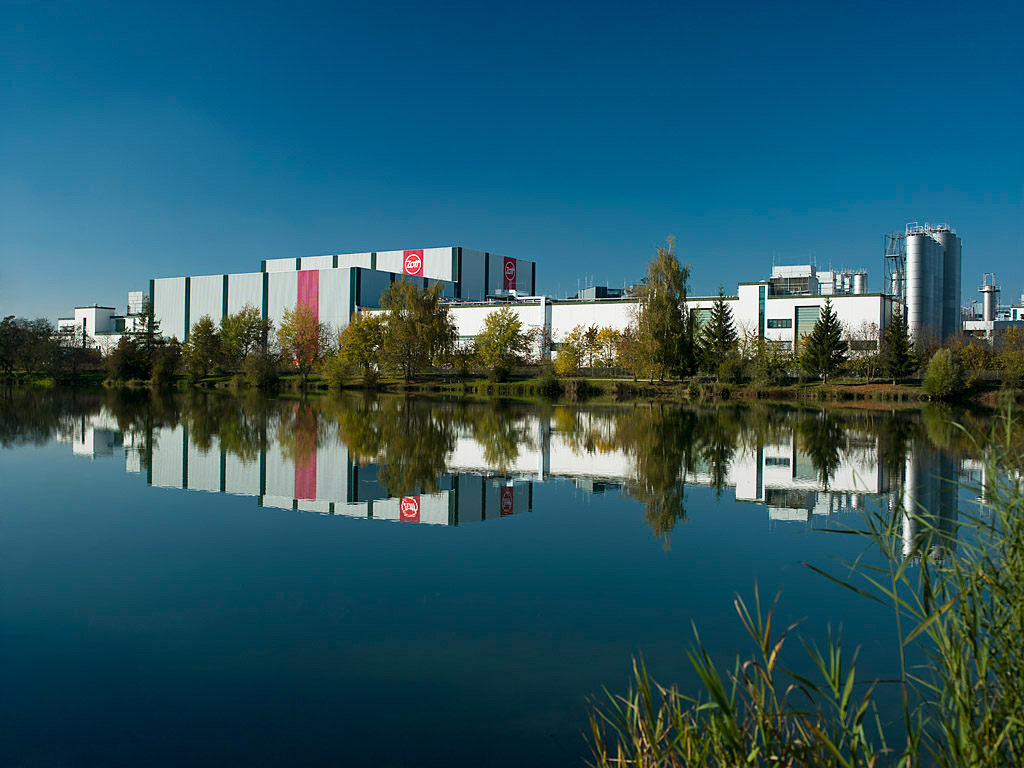
Ansicht Stammwerk in Mertingen

Sowohl die Verwaltung (Standort) als auch das Stammwerk (Standort) befinden sich im bayerischen Mertingen. An diesem Standort erfolgt die Produktion von Joghurts, Desserts und Mozzarella. Eine weitere deutsche Produktionsstätte besteht in Günzburg (Standort). Dort werden Hart- und Schmelzkäse sowie diverse Pulverprodukte für die weiterverarbeitende Industrie produziert.
Außerhalb Deutschlands besitzt Zott weitere Produktionsstätten und Vertriebsstandorte. In Polen werden Fruchtjoghurts, Naturprodukte, Desserts und Getränke in den Werken Opole (Standort) und Głogowo (Standort) hergestellt. Vertriebsstandorte bestehen in Ungarn, Tschechien, der Slowakei und Vietnam.
Seit März 2019 betreibt Zott unweit des Stammsitzes in Mertingen in Asbach-Bäumenheim einen Werksverkauf mit Gastronomie („Zott Genusswelt“).

## Konzernmarken

Monte-Produktauswahl

Sahne Joghurt

In Deutschland werden folgende Marken (Stand Mai 2017) angeboten:
- Monte
- Zott Sahne Joghurt
- Pure Joy
- Zottarella
- Zott Bergbauern
- Mein Zott
- Bayerntaler
- Jogolé
- Cheese Tiger
- Stichfest
- Caffreze

International führt das Unternehmen folgende Marken (Stand Mai 2017):
- Monte
- Jogobella
- Zottarella
- Cheese Tiger
- Milk Tiger
- Primo
- Bayerntaler
- Cremabella
- Belriso
- Serduszko
- Caffreze

## Marketing
Das Unternehmen engagiert immer wieder bekannte Persönlichkeiten als Werbebotschafter. So waren in der Vergangenheit Maxl Graf und Roberto Blanco in der Werbung zu sehen. 2010 warb das Unternehmen für sein Produkt Monte mit Torwart René Adler und dessen Bruder Rico Adler. Bis Ende 2013 warben Windsurf-Weltmeister Philip Köster und seine Schwester Kyra für das Produkt.
Seit Mai 2015 wirbt der Fernsehkoch Nils Egtermeyer für Zottarella.
Zusammen mit dem Tre Torri Verlag hat Zott im Rahmen eines Rezeptwettbewerbs innovative Mozzarella-Rezepte gesucht. Die besten 200 Rezepte wurden in dem Kochbuch Mozzarella – Kochen mit weißem Gold veröffentlicht.

## Auszeichnungen
- Goldener Zuckerhut der Lebensmittel Zeitung für den Sahne-Joghurt (1986)
- Der Seniorchefin Frieda Reiter (* 1930) wurde am 18. September 2010 die Ehrenbürgerwürde von Mertingen verliehen.[20]
- Lizenz zur Nutzung des „Ohne GenTechnik“-Siegels für die Marken Zottarella und Bayerntaler (2012)[21]
- PriMax zum 11. Mal in Folge (2013)[22]
- Goldener Zuckerhut zum 2. Mal (2017)[23]
- Die Zott Genusswelt ist „Store of the year 2020“. Handelsverband Deutschland vergibt Auszeichnung in der Kategorie Food an die Zott Genusswelt.[24]
- „Preis für langjährige Produktqualität“ zum 27. Mal (2020)[25]
- Bundesehrenpreis zum 11. Mal in Folge und damit in Gold (2020).[26]

## Kritik
Die Auszeichnung Goldener Windbeutel 2010 der Verbraucherorganisation Foodwatch erhielt das Milchprodukt Monte Drink, das das Unternehmen bis dahin auf seiner Internetseite als „idealer Begleiter für Schule und Freizeit“ beworben hatte.
Eine darauf folgende Umgestaltung von Produkt und Präsentation wurde von Foodwatch wiederum als „Täuschungsoffensive“ bezeichnet.